# The Sky Crawlers
«Небесные гусеницы» (яп. スカイ・クロラ су:кай курора, The Sky Crawlers), также «Небесные тихоходы» — аниме-фильм 2008 года по одноимённой серии романов Хироси Мори. Режиссёр — Мамору Осии, сценарист — Тихиро Ито. Рисованная мультипликация фильма была создана и анимирована на студии Production I.G, а занимающая немалую его часть трёхмерная компьютерная графика — на студии Polygon Pictures.
Действие фильма происходит в альтернативном мире, где между милитаризованными авиационными компаниями ведется война в воздухе, не затрагивающая мирных граждан. Участниками этой войны являются пилоты-килдрены, бессмертные люди с внешностью подростков.

## Сюжет
В мире «Небесных гусениц» не ведутся традиционные войны. Они заменены своего рода игрой между специально созданными национальными компаниями, ведущейся, однако, на полном серьезе — с боевыми вылетами, воздушными боями, уничтожением самолётов и пилотов противника, даже бомбардировками, хотя уничтожать по установленным правилам можно лишь самолёты и военные объекты противника. Эта ни на день не прекращающаяся и постоянно обреченная на продолжение война призвана заменить человечеству настоящие массовые кровопролития, напоминая о том, как важен мир. Прямые трансляции воздушных боев показывают по телевизору, и мирные граждане восторженно болеют за пилотов «своей» компании, как за спортивные команды.
Война ведется с помощью самолётов с поршневыми двигателями, напоминающими об авиации времен Второй мировой войны. В роли пилотов выступают так называемые килдрены — генетически модифицированные люди. Они не стареют, вечно оставаясь обладателями внешности и склада характера 13—14-летних подростков, и являются фактически бессмертными — когда килдрен погибает, компания создает и присылает на его место практически не отличающегося двойника.
Юити Каннами прибывает на военную базу Урису где-то в Европе. База принадлежит компании «Росток», и пилоты-килдрены с базы Урису постоянно участвуют в воздушных боях с конкурентами из компании «Лаутерн». Юити занимает место Дзинро Куриты, погибшего при странных обстоятельствах, получив его самолёт. Юити знакомится со своим странноватым командиром — девушкой по имени Суйто Кусанаги, также килдреном, ведущей себя так, словно она давно его знает, своим жизнерадостным соседом по комнате Токино Наофуми и другими пилотами. Он постепенно включается в жизнь базы, участвуя в боях и одерживая одну победу за другой, во время отдыха посещая близкий к базе ресторанчик «Daniel’s Diner». Токино сводит его с содержательницей местного борделя Фуко.
Тем не менее, внимание командира Кусанаги и странные намеки товарищей, говорящих обиняками о смерти его предшественника, не дают Юити покоя. Он знакомится с девочкой по имени Мицуки, выдающей себя за сестру Суйто Кусанаги; на самом деле, как сообщает ему Токино, Мицуки — дочь Суйто. Суйто по меркам вечно юных килдренов очень стара — она служит на базе Урису уже более восьми лет. Юити постепенно сближается с Кусанаги и не прекращает этого сближения, перерастающего в любовь, даже когда узнает, что его предшественник Дзинро Курита, также бывший любовником Суйто Кусанаги, был застрелен именно Кусанаги.
Тем временем в рядах противника — компании «Лаутерн» — появляется новый игрок: легендарный непобедимый пилот по прозвищу «Учитель», на корпусе которого изображена чёрная пантера. Согласно ходящим среди пилотов слухам, он является не килдреном, а обычным человеком — взрослым мужчиной. В боях с Учителем один за другим погибают пилоты с базы Урису. В одном из вылетов он сбивает и самолёт командира Кусанаги, но ей удается выжить, и Фуко привозит её на базу. От Сасакуры Товы — главного механика базы Урису — Юити узнает, что Учитель раньше работал на компанию «Росток», служил на этой самой базе, и у него были особые отношения с Суйто Кусанаги.
«Росток» проводит большую наступательную операцию с участием более полутора сотен самолётов, в которой участвуют уцелевшие пилоты с базы Урису, а также, в одной эскадрилье с ними, несколько других пилотов с соседней базы. В ходе масштабной битвы погибает множество пилотов с обеих сторон; Юити встречает в воздухе в том числе и самолёт Учителя, но, подчиняясь приказу, уходит во время всеобщего отступления. Хотя битва закончилась по сути поражением для обеих сторон, отдыхающие после неё в Кракове пилоты празднуют её окончание, словно победу. Юити и Суйто Кусанаги вдвоем ужинают в ресторане; Кусанаги в сильном опьянении пускается в рассуждения о сути войны и в конце концов неожиданно пытается застрелить своего любовника. Ему удается отобрать у неё пистолет.
Пилотов на базе Урису осталось так мало, что её объединяют с соседней базой — на Урису прибывают уже знакомые по недавней операции пилоты-килдрены, в том числе и девушка Яма Кёку. Юити пребывает в депрессии, но и Яма также приходит к нему, чтобы выплакаться, рассказав о своем понимании килдренов. Они бессмертны, но это бессмертие весьма печально — у них нет ни прошлого, ни будущего, они обречены вечно крутиться в цикле смертей и возрождений, не помня своего предыдущего «я». Юити встречает среди новоприбывших пилотов двойника своего погибшего товарища Юдагавы Аидзу, узнав его по характерной внешности и привычке тщательно сгибать газету после прочтения; тем не менее, этот новый пилот не узнает Юити.
Юити понимает, что и сам является всего лишь очередной инкарнацией одного-единственного пилота-килдрена, а его погибший от рук Суйто Кусанаги предшественник — как в кабине самолёта, так и в сердце Кусанаги — и был им самим, предыдущей инкарнацией. Он спасает Кусанаги от решившейся на убийство Ямы Кёку и — когда Кусанаги просит застрелить её уже самого Юити — не делает этого. На очередном вылете Юити замечает самолёт Учителя и, вопреки приказам, покидает строй и вступает с Учителем в бой. Учитель легко переигрывает его и расстреливает самолёт Юити.
После финальных титров показывается ещё одна сцена: на базу Урису прибывает новый пилот-килдрен, очередной двойник Дзинро и Юити. Он представляется новым именем и не помнит о своих предыдущих «я», но командир Кусанаги ведет себя так, словно давно его знает.

## Роли озвучивали
| Актёр            | Роль                                     |
| ---------------- | ---------------------------------------- |
| Рё Касэ          | Юити Каннами                             |
| Ринко Кикути     | Суйто Кусанаги                           |
| Сёсукэ Танихара  | Наофуми Токино                           |
| Курияма Тиаки    | Мидори Мицуя                             |
| Мэгуми Ямагути   | Мицуки Кусанаги                          |
| Дайсукэ Хиракава | Айдзу Юдагава, Айхара                    |
| Такума Такэвака  | Юроюки Синода                            |
| Ёсико Сакакибара | Това Сасакура                            |
| Мугихито         | Мугиру Ямагива                           |
| Хотю Оцука       | Хонда                                    |
| Мако Хёдо        | Кусуми                                   |
| Мабуки Андо      | Фуко                                     |
| Юрико Хисими     | Юри                                      |
| Юкари Нисио      | гид в автобусе, диктор Nippon Television |
| Наото Такэнака   | хозяин бара                              |

## Производство
Ещё в процессе работы над «Призрак в доспехах: Невинность» режиссёр хотел бросить анимацию от перенапряжения и проблем со здоровьем. Поэтому два года он посвятил съёмкам кино Onna Tachiguishi-Retsuden. Затем Осии то отказывался от нового проекта, то вновь к нему обращался, пока впервые за 20 лет не повидался с родной дочерью. Эта встреча повлекла за собой решение приступить к производству The Sky Crawlers. Автор романа Хироси Мори обрадовался, что за его самый сложный текст взялся именно Осии. У слова crawler одно из значений — «личинка насекомого с неполным превращением», а героям-подросткам никогда не стать взрослыми, как вечным гусеницам не превратиться в бабочек. Авторы выделяли три ключевых момента: килдрены, воздушные бои и любовь.
В июне 2007 года Мамору Осии на пресс-конференции в Токио подробно обсудил предстоящий фильм. «В этой истории есть линкоры и самолёты, поэтому я уверен, что некоторые скажут: „А, ещё один военный фильм“. На самом деле война служит лишь фоном для сюжета. Он сосредоточен на 16 или 17-летних юноше и девушке из вымышленной страны, которые находятся на борту линкора и сражаются на войне. Это история любви, жизни и смерти». Затем Осии пошутил, что «мне никто не верит, когда я говорю, что это романтический фильм». Он подчеркнул: после встречи с собственной дочерью ему есть что сказать молодым людям, не проповедовать или говорить о своих надеждах, а показать одну простую вещь: жизнь стоит того, чтобы её прожить. В тяжёлых условиях преодоление трудностей является частью существования. Одним из важных факторов, влияющих на релиз, было производство нового фильма Хаяо Миядзаки, который предполагался к выходу в кинотеатрах примерно в то же время. «Я довольно часто сражаюсь с хозяином Митаки, не так ли? Мы же не специально соревнуемся. Следующий фильм господина Миядзаки, безусловно, будет для него поворотным моментом, но я не стал бы рассматривать его как конкурента… В определённом смысле две работы похожи. Так же, как „Невинность“ напоминала „Ходячий замок Хаула“… Мы на одной волне». Режиссёр подытожил, что The Sky Crawlers станет «захватывающей драмой. Я рассматривал возможность добавления любовных сцен и секса. Я хочу изобразить персонажей, которые по-настоящему ощущают жизнь. В конце концов, считаю, что эта работа будет настоящей проверкой моих способностей».
В производственный комитет вошли Nippon Television Network Corporation, Production I.G, Bandai Visual, Warner Bros., D-Rights, VAP, Yomiuri Telecasting Corporation, Hakuhodo DY Media Partners, D.N. Dream Partners, «Ёмиури симбун», Chuokoron-Shinsha и Sports Hochi.
Конструкции в фильме сугубо функциональны, каждому элементу можно найти объяснение на основе общепринятой инженерной логики. Но если в реальности от технически сложных новшеств, сулящих трёхпроцентную прибавку скорости, отказались в пользу революционного принципа, открывшего дорогу к сверхзвуковым скоростям, то в аниме показано, во что превратилась бы военная авиация в мире без реактивного двигателя.
Некоторые летательные аппараты имели существовавшие прототипы: Sanka практически копирует японский экспериментальный Kyushu J7W Shinden, Senryu носом похож на немецкий Junkers Ju 188, а компоновка сходна с разработанным в 1943 году фирмой Focke-Wulf эскизным проектом двухбалочного истребителя с мотором BMW 803. Someaka ближе всего к проекту двухместного одномоторного скоростного бомбардировщика P 87 фирмы Henschel, а фюзеляж напоминает японский разведчик Yokosuka R2Y Keiun. Их основной противник Skyly J2 похож на истребитель 1946 года, собрав в себе крылья и хвост Mitsubishi J2M Raiden, нос Focke-Wulf Ta 152, винты Westland Wyvern, x-образный двигатель Hawker Tornado.

## Музыка
| №   | Название                       | Длительность |
| --- | ------------------------------ | ------------ |
| 1.  | «main theme_opening»           | 3:05         |
| 2.  | «first sortie»                 | 5:04         |
| 3.  | «sail away (vocal)»            | 4:59         |
| 4.  | «Foo-ko»                       | 2:15         |
| 5.  | «main theme_memory»            | 1:19         |
| 6.  | «Mizuki»                       | 1:30         |
| 7.  | «surprise attack»              | 1:57         |
| 8.  | «drive-by-wire»                | 1:08         |
| 9.  | «main theme_affair (harp)»     | 1:43         |
| 10. | «main thema_blue fish (orgel)» | 1:01         |
| 11. | «private sortie»               | 1:54         |
| 12. | «second sortie»                | 0:56         |
| 13. | «night sortie»                 | 1:17         |
| 14. | «March hare»                   | 0:46         |
| 15. | «Adler Tag»                    | 6:57         |
| 16. | «Kraków»                       | 1:40         |
| 17. | «main theme_affair»            | 1:28         |
| 18. | «main thema_blue fish»         | 1:34         |
| 19. | «final sortie»                 | 4:35         |
| 20. | «Teacher»                      | 1:38         |
| 21. | «main theme_ending»            | 4:02         |

Завершающая композиция:
1. Konya mo Hoshi ni Dakarete, исполненная Аякой Иидой, в издание не вошла, однако доступна на её альбоме Sing to the Sky[12].

### Участники записи
- Кэндзи Каваи — музыка, аранжировка, клавиши, перкуссия
- Группа Akira Uchida — струнные
- Ясухару Наканиси — фортепиано
- Томоюки Асакава — губная гармоника
- Сусуму Кадзухара — труба
- Юки Сугавара — перкуссия
- Кадзуми Нисида, Таэко Симидзу, Ёсико Ито — хор
- Миу Сакамото — слова (3)
- Chaka (Ясунори Мами) — вокал (3)
- Фумито Хирата — фортепиано (3)
- Тору Казэ — бас (3)
- Сиро Ито — барабаны (3)
- Хитоси Хамада — вибрафон (3)
- Кёхэи Фукусиро — запись и сведение
- Тэруаки Китагава — мастеринг
- Запись произведена в Токио на студиях Sound City[13], Sound Inn[14], Hitokuchizaka, Aube (у Кэндзи Каваи); сведение — Aube; мастеринг — Harion[15]
- Сатоси Хиракава, Каори Таномаэ — продюсеры саундтрека

## Выпуск на видео

Американский постер

Аниме вышло на Blu-ray и DVD в 2009 году. Фильм был снят в формате 1,85:1, а на диски перенесён в 1,78:1 (16:9). Изображение сдержанное, цвета бледные, оттенки глубокие и насыщенные. Детали чёткие, с тонкими линиями, иногда поражает CGI. Стилистически это напоминает смесь гиперреализма с псевдоабстрактной и более традиционной анимацией. Так или иначе, Blu-ray выглядит отлично: дефектов видео или недостатков нет. Звук Dolby TrueHD 5.1 и 6.1, английский и японский, идёт великолепно, с очень небольшой разницей между ними в громкости и сведении. Японцы добавили также DTS-HD Master Audio 6.1. На DVD был только Dolby Digital 5.1. Звуковой дизайн обеспечивает самые яркие моменты (полёт, воздушные бои). Остальная часть более спокойная, но может похвастаться превосходной музыкой Кэндзи Каваи. Дополнительные материалы включают три хороших документальных фильма, снятых в SD, но представленных в Full HD: первый рассказывает о поиске места для создания среды аниме, второй показывает дизайн звука, сделанный на Ранчо Скайуокера, а третий — интервью с Осии. Есть также превью и функция BD-Live.
В Японии ограниченным тиражом появилось коллекционное издание VAP, где были Blu-ray с фильмом, 3 DVD (первый диск Leica Reel: раскадровки, макеты, оригинальные рисунки и 3D-симуляции; второй «Обратный отсчёт»: студия Скайуокер в США, премьера 3 июля 2008 года, Токийская международная ярмарка аниме, интервью с Мамору Осии, 65-й Венецианский международный кинофестиваль; третий: полная запись 20 эпизодов информационной эстрадной программы The Sukkiri Crawlers, PR-ролики, ремикс-трейлеры Sky Chlora — Хидэаки Анно, Исао Юкисада, Синдзи Хигути), официальный путеводитель, авторские изображения и режиссёрская модель Sanka с 37-мм пушкой, чего нет в аниме. Всё это помещалось в металлическую коробку золотистого цвета, с дизайном Мамору Осии по образцу медного ящика для инструментов «Росток», к которому принадлежит главный герой. Стоимость составила 41000 иен.
Отдельного упоминания заслуживает обложка американского и европейского изданий от Sony Pictures и Manga Entertainment. Международный постер вводил в заблуждение, поскольку дизайнеры компаний отказались от спокойного японского макета и для привлечения зрителей оформили фильм так, словно Осии снял блокбастер вроде «Лучший стрелок».
В то время как права на прокат и распространение на территории США, Канады, Латинской Америки, Австралии и Новой Зеландии приобрела Sony Pictures, ситуация в России осталась неясной. Лицензиатом мог быть концерн «Видеосервис».

## Компьютерная игра
16 октября 2008 года, на 2 месяца позже аниме, вышла игра в жанре авиасимулятора для Wii от Bandai Namco Entertainment. Внутриигровое видео было создано студией Production I.G. Мамору Осии и Хироси Мори принимали участие в качестве консультантов и тестировали предварительную версию. На Metacritic выставлена средняя оценка — 74 балла из 100 возможных на основании 42 рецензий.
Игра не повторяет сюжет фильма и является отдельной историей, рассказывая о других пилотах-килдренах, поскольку разработчики из Project Aces и Access Games сделали упор на боевик вместо философских размышлений. Мир также альтернативный, как и в The Sky Crawlers, таким образом, они дополняют друг друга. Модели самолётов отсылают к 1940-м годам, а фон к ретрофутуризму. Время прохождения не слишком долгое: небольшие тренировки, есть более 20 заданий от 5 до 15 минут, хотя миссии разнообразные (воздушные бои, фото-шпионаж, охрана объектов, штурм наземных сооружений, доставка инженеров). Рекомендуется любителям серии Ace Combat.
Игрок (позывной «Линкс» — рысь) присоединяется к отряду «Пума», в состав которого входят капитан Муцуга Ямадзаки (Масаки Тэрасома) и Масами Кайда (Тарусукэ Сингаки). Вскоре прибывает пополнение: килдрены Маюми Орисина (Харука Кудо) и Ко Укумори (Кэнсё Оно). Позже соединение переименовано в «Гепардов» под началом Тотики Модзумэ (Такэси Маэда).

## Отзывы
На Rotten Tomatoes рейтинг аниме составляет 80 % с учётом 10 обзоров. Майкл Тул дал 64 место из 100 лучших аниме-фильмов (дополнение к списку журнала Paste), заметив, что исследуя жестокое безразличие войны, The Sky Crawlers критикует незрелого вечного подростка — образ жизни отаку и фудзёси.
Мнения критиков и зрителей разделились: одни превозносили The Sky Crawlers как лучшую работу Мамору Осии, другие были убеждены, что фильм безнадёжен и не удался — хотя бы потому, что ничего нового режиссёр не сказал. Он брал свои вершины не раз: Angel’s Egg, «Полиция будущего: Восстание», две части «Призрака в доспехах». По мнению журнала «АнимеГид», сюжет здесь очень своеобразный, в определённом смысле его нет, так как не происходит что-то особенное. Многие люди уходили из кинозалов разочарованными — для них фильм оказался скучным, монотонным и затянутым. Единственное графическое достоинство — красивые сцены воздушных боёв, которые привлекают поклонников техники. В некотором роде это похоже на кино «Голубой Макс». Ценность The Sky Crawlers заключается в том, что аниме является попыткой, хотя и не первой, отразить художественными средствами древний японский миф о вечном невозвращении.
Anime News Network поставил оценку B+, отметив компьютерную графику и работу актёров озвучивания. Джастин Севакис, основатель сайта, назвал это напряжённой и злой пьесой, фильмом про отаку, которые бездумно питаются тем же самым десятилетним мусором, перепакованным в разные цвета. Большинство молодых американских поклонников аниме, что ещё не зашли в тупик, но ищут приключений последнего излюбленного героя сёнэн-боевика, откажутся от просмотра без размышлений. Севакис привёл в пример «Рестлер», где профессиональный борец переживает далеко не лучшие времена, и его главный противник — он сам. The Sky Crawlers гораздо более бестолковый. Хикикомори — недуг, охвативший молодёжь Японии. Мейнстрим задался вопросом, где всё пошло не так. В последний момент автор заявляет: порочный круг недопустим и те, кто живёт бессмысленно, должны что-то сделать.
Марк Шиллинг из «The Japan Times» дал 3,5 из 5 звёзд, выделил мастерство аниматоров и подчеркнул, что The Sky Crawlers напомнил о легендарных воздушных сражениях, таких как Битва за Британию. Большая разница в том, что лётчики RAF боролись за выживание нации, а пилоты-килдрены являлись сотрудниками компании «Росток», которая продавала бои в качестве массового развлечения. Там нет победителей, как и конца. Война — бизнес, это является рецептом цинизма. Килдрены убивают время в аркадной игре. Голливудские фильмы, начиная с «Крыльев» и заканчивая «Лучшим стрелком», могут преувеличивать всё: от чванства героя-мачо до шуток после полёта, но они правы в одном: лётчики-истребители обычно не происходят из пассивного, замкнутого типа личности. Стандартная мелодрама не в стиле Осии, режиссёр и сценарист показывают горькую любовь военного времени и трагедию смерти молодых. Настоящая драма — это не прерванное будущее, а отсутствие прошлого. Осии хотел снять фильм с глубоким размышлением о природе человечества. Картина заканчивается откровением, которое должно быть пугающим, но оказалось приглушённым. Как будто Джеймс М. Барри остановился на том, что Питер Пэн и Капитан Крюк никогда не уладят свои разногласия, потому что они вне времени.
Согласно рецензии Total Film на сайте GamesRadar, оценка — 3 звезды из 5, в размышлениях о бесполезности войны и ненадёжной травмированной памяти, аниме Мамору Осии имеет общее как с фильмом «Вальс с Баширом», так и с более ранней работой автора. Но там, где главного героя Фольмана преследуют оставшиеся без ответа вопросы, зрители Sky Crawlers остаются с неуверенностью по поводу того, что они видели. Хотя воздушные бои вызовут головокружение, ждать «Лучшего стрелка» не стоит. В альтернативном видении истории всё не так, как кажется.
В обзоре Variety усталость Мамору Осии, очевидная в фильме «Призрак в доспехах: Невинность», достигает своего апогея в The Sky Crawlers. Ретрофутуристическая история, трудная притча о войне-развлечении, для которой требуется 90 минут без поэтического или мистического содержания, что могло бы компенсировать отсутствие действия и драмы. Выход был омрачён успехом других аниме — Pokémon: Giratina and the Sky Warrior и «Рыбка Поньо на утёсе», получившей две награды Венецианского кинофестиваля. В то время как Миядзаки удалось поддержать оригинальность при создании детского мультфильма, Осии всё больше похож на индивидуалиста, лучшие дни которого были 10 и более лет назад. Анимация с простыми фигурами, изображёнными на мягком живописном фоне. Музыка Кэндзи Каваи не вдохновляет. Помимо нескольких воздушных боёв в кинематографическом стиле, пауз здесь больше, чем в пьесах Пинтера. Послание зрителям озвучено за полчаса до конца. В сочетании с размытой цветовой палитрой и отсутствием конфликта персонажей, Sky Crawlers действительно ползёт.
Сайт THEM Anime оценил на 2 звезды из 5, назвав фильм неутешительным. Слово «ползать» неблагоприятное и несёт плохую карму. Проблема состоит в том, что требуется 2 часа, чтобы дойти до кульминации и сказать: война — это плохо. Рецензент считает, что все и так это знают, Now and Then, Here and There неоднократно повторял одно и то же в 13 сериях, но каждая была захватывающей. Sky Crawlers меркнет в сравнении: здесь не так много неба, как гусениц. Главные герои не очень симпатичны, они настолько холодны, что не вызывают сочувствия. Юити Каннами скучный — клише бессмертия использовалось настолько часто, что уже устарело. Суйто Кусанаги является полной противоположностью — отличные навыки пилота, однако её сбивают. Зрители чувствуют себя как оцепеневшие и молчаливые наблюдатели. Неизвестно, служили ли создатели в армии, но командир должен быть хорошо связан со своими людьми. Суйто следовало застрелить Юити вместо того, чтобы снова пережить кошмар Доктора Зло в серии фильмов «Остин Пауэрс». Положение спасают звуковой дизайн и фантастическая компьютерная графика. Отдельно саундтрек Кэндзи Каваи теряет хватку. Бледная палитра соответствует теме. Слабый темп и такой же сюжет подтвердились, когда The Sky Crawlers продавали на CDJapan со скидкой 10 % слишком рано после выпуска.

## Награды и номинации
- Конкурсная программа 65-го Венецианского кинофестиваля — премия Future Film Festival Digital Award. Осии присутствовал вместе с Рё Касэ	и Ринко Кикути. Он нервничал и описал своё состояние как «чувство напряжения после экзамена». Это видно по совместной фотографии с актёрами озвучивания[42].
- Участие в Международном кинофестивале в Торонто 2008[43].
- Международный кинофестиваль в Каталонии 2008: лучший саундтрек (Кэндзи Каваи), лучший фантастический фильм (Мамору Осии) по мнению жюри Carnet Jove, приз критиков имени Хосе Луиса Гварнера (Мамору Осии)[44].
- Премия «Майнити» за лучший анимационный фильм (2008).